# Pójło (Ukraina)
Pójło (ukr. Пійло) – wieś na Ukrainie, w  obwodzie iwanofrankiwskim, w rejonie kałuskim.

## Bibliografia

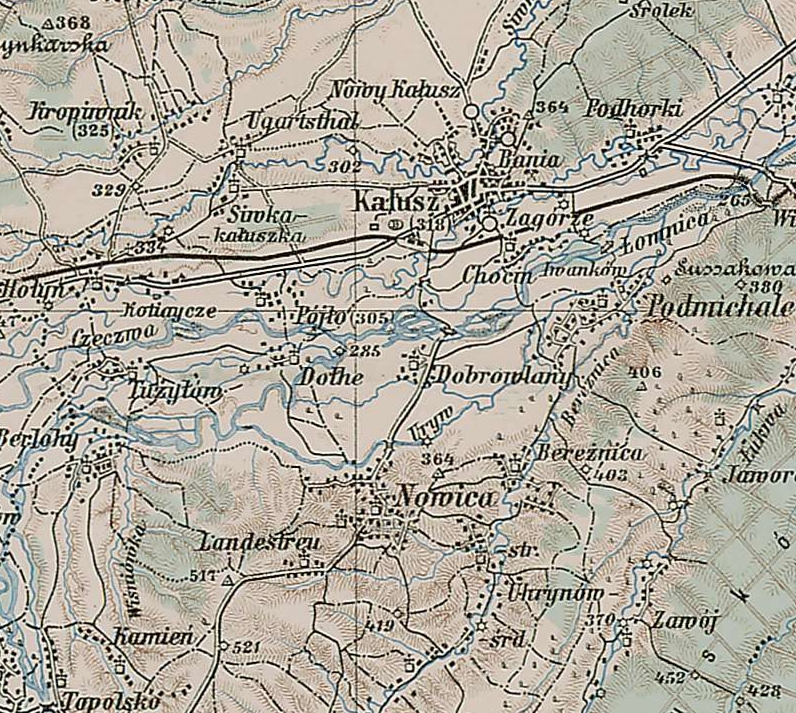
Wieś na mapie z 1889 r.